# Live au Bataclan '73 (Gong)
 Live au Bataclan '73 is het veertiende album van de Brits / Franse spacerockband Gong.
Het album is in 1990 uitgebracht maar bevat de opnames van een concert dat in 1973 gegeven is in Bataclan, in Parijs.

## Nummers
1. "Introduction, Tout Va Bien" - 1:28
2. "Dynamite, I Am Your Animal" - 17:03
3. "Tic Toc" - 5:51
4. "Taliesin" - 6:58
5. "Inside Your Head" - 4:42
6. "You Can't Kill Me" - 7:03
7. "Flute Salad" - 4:26
8. "Pussy" - 5:55
9. "Radio Gnome I & II" - 7:00
10. "Flying Teapot" - 9:36
11. "Wet Drum Sandwich" - 6:39

## Bezetting
- Daevid Allen zang, gitaar
- Gilli Smyth zang, space whisper
- Didier Malherbe saxofoon, dwarsfluit
- Steve Hillage gitaar
- Tim Blake synthesizer, zang
- Mike Howlett basgitaar
- Pierre Moerlen slagwerk